# 미녀 삼총사 (2011년 드라마)
미녀 삼총사(Charlie's Angels)는 알프레드 고프와 마일즈 밀러의 기획에 의한 미국의 텔레비전 드라마이다. 1976년 동명의 시리즈를 리부트한 버전이며 ABC에 의해 방송되었다. 원본 시작 35주년이되는 2011년 9월 22일 목요일에 방송이 시작되었다. 시청률 침체로 인해 7회에서 중단되었으며, 8회는 미국에서 방송되지 않았다.

## 출연
- 애니 일론제 - 케이트 프린스
- 밍카 켈리 - 이브 프렌치
- 레이철 테일러 - 애비 심슨
- 라몬 로드리게스 - 존 보슬리
- 빅터 가버 - 찰리 타운센드 (목소리)